# 福山市営渡船
福山市営渡船（ふくやましえいとせん）は、広島県福山市の観光課が運営する市営渡船。
同市内の鞆町鞆（鞆の浦）から仙酔島を結ぶ定期航路の旅客船を運航している。

## 航路

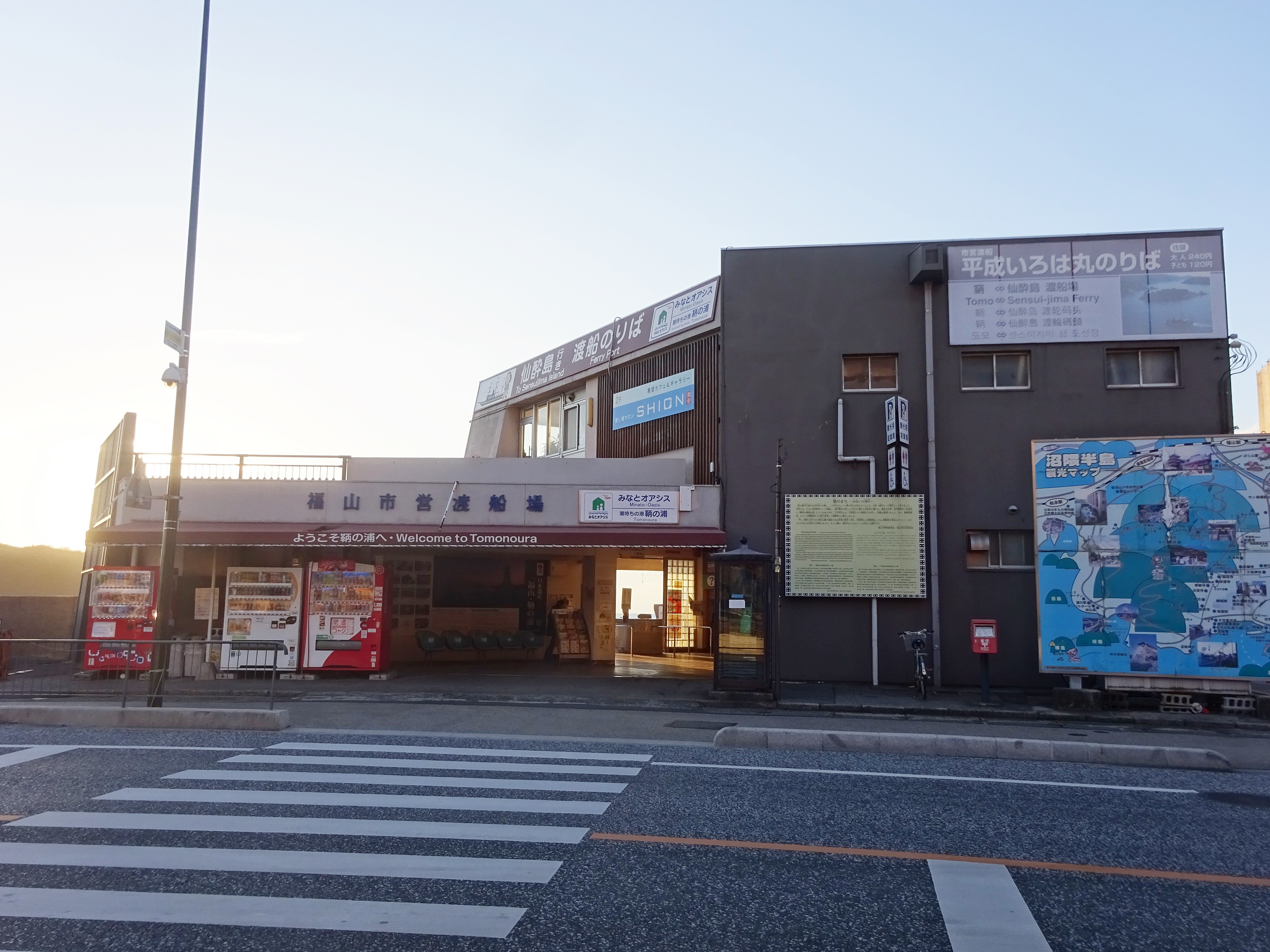
福山市営渡船鞆乗船場

福山市渡船条例に基づき鞆町鞆（鞆の浦）から仙酔島に至る航路で運航されている。1日40往復しており、仙酔島までの所要時間は約5分。

## 平成いろは丸（船舶）
- 同船の諸元はリンク元より転載[3]。
  - 全長22.28m
  - 幅（型）4.30m
  - 深さ（型）1.50m
  - 航海速力9.5ノット

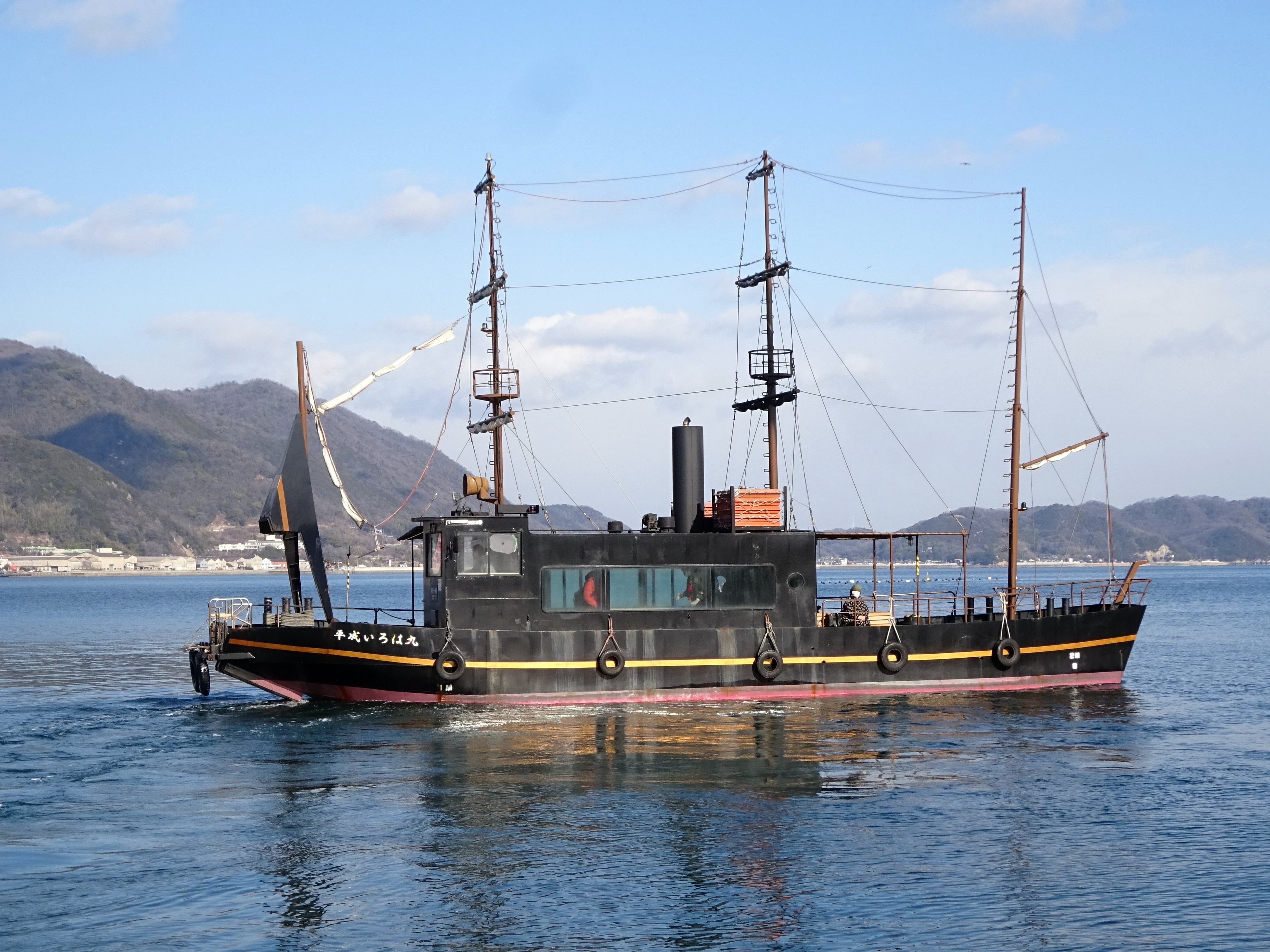
平成いろは丸

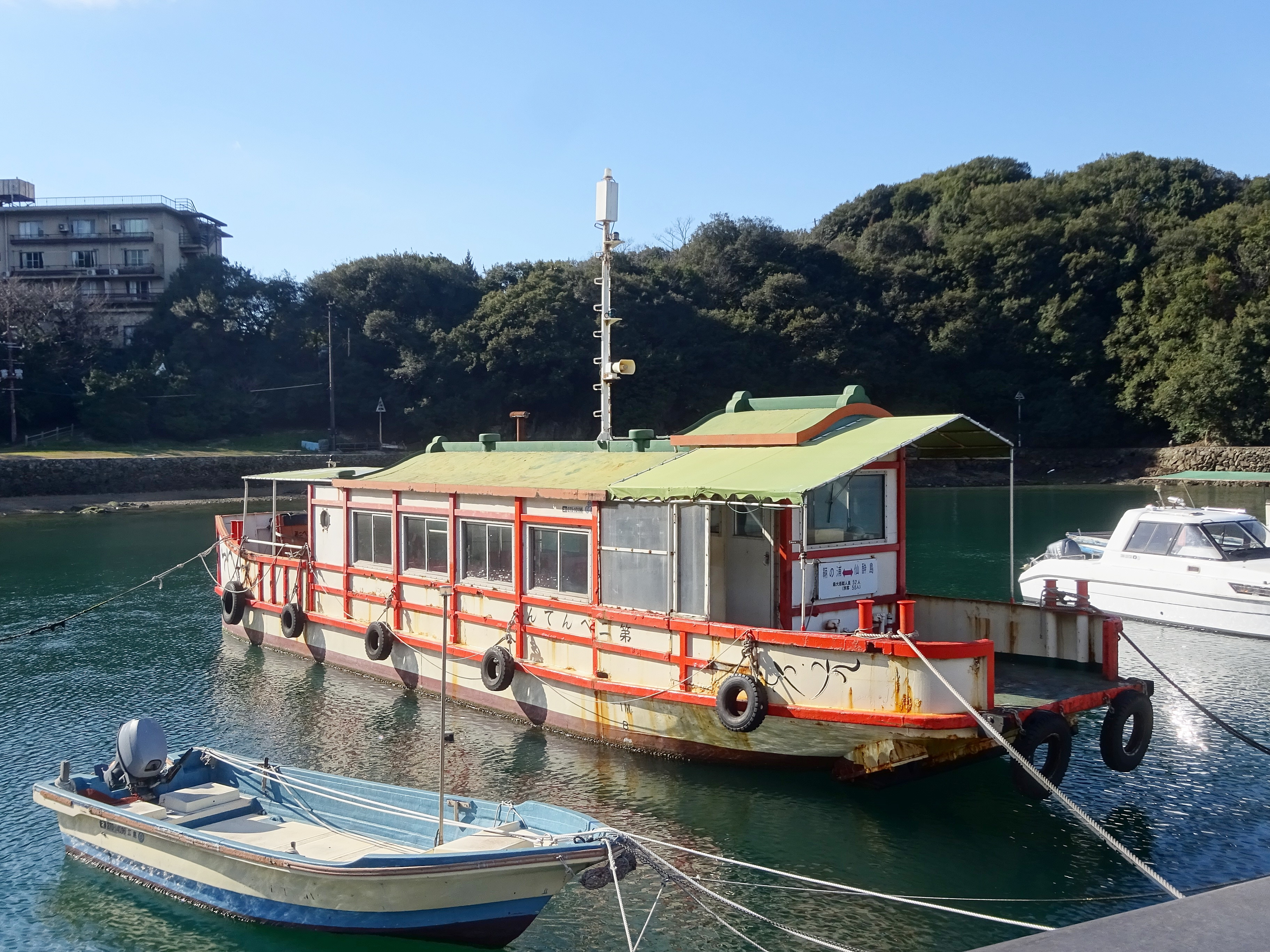
かつての主力船「第二べんてん」

  - 最大搭載人員101名（船員2名、旅客99名）
  - 総トン数19トン
  - 福山市が建造した鋼製船で、2009年11月30日に着水、2010年1月9日に就航した。
  - 幕末の龍馬が乗ったいろは丸を忠実に再現するため、船体の外観は黒で塗装され、客室の内装も当時の雰囲気を感じられるよう木目を基調とし時代物の装飾品を配備している。ただし、約4割の大きさで再現されており、いろは丸は外輪船だったともいわれるが（いろは丸参照）、平成いろは丸には安全性や効率性のため外輪は装備されていない。木目調の落ち着いた船内には龍馬の写真が飾られる。
  - かつての主力船「第二べんてん」は予備船として、仙酔島港の桟橋に繋留されている。

## 運賃
- 運賃ははリンク元より転載[4]。
  - 大人（12歳以上）：240円
  - こども（6歳以上12歳未満）：120円
  - 1歳以上6歳未満：大人1人につき1人無料、2人目以降はこども運賃
  - 1歳未満：無料
  - 団体割引15人以上